# Félix-Louis Lepreux
Félix-Louis Lepreux (París, 1796-París, 1881) fue un arquitecto francés.

## Biografía
Nacido en 1796 en París, fue discípulo de Peyre, de Vaudoyer y de Lebas. Obtuvo en 1824 el segundo gran premio de arquitectura y en 1825 el premio departamental. Fue nombrado inspector de obras civiles para los trabajos de ampliación del Collège de France, donde realizó diseños de interiores, y arquitecto de la Biblioteca del Arsenal. También proyectó varios hôtels en París. Fallecido en 1881 en París, tuvo un hijo llamado Félix-Émile Lepreux que también fue arquitecto.